# Werner Hosemann
Werner Götz Hosemann (* 28. September 1954 in Freiburg im Breisgau) ist ein deutscher HNO-Arzt. Von 2001 bis 2020 war er Lehrstuhlinhaber an der Universität Greifswald.

## Werdegang
Werner Hosemann studierte an der Albert-Ludwigs-Universität Freiburg Medizin. 1974 wurde er im Corps Rhenania Freiburg recipiert. 1978 wurde er in Erlangen zum Dr. med. promoviert. Er begann seine Ausbildung bei Volker Becker in der Pathologie der Friedrich-Alexander-Universität Erlangen. Auf Veranlassung seines Lehrers Malte Erik Wigand habilitierte er sich mit Untersuchungen zur Wundheilung nach Eingriffen an der Nasennebenhöhle. Von Erlangen wechselte er an die HNO-Klinik vom Universitätsklinikum Regensburg, deren 1. Leitender Oberarzt er war. 2001 folgte er dem Ruf der Ernst-Moritz-Arndt-Universität Greifswald als Nachfolger von Eberhard Werner, als Leitender Oberarzt fungierte noch bis 2005 Gunter Mlynski. Im Oktober 2020 emeritiert, setzte Hosemann seine klinische Tätigkeit am Helios Hanseklinikum Stralsund fort.
In der Deutschen Gesellschaft für Hals-Nasen-Ohren-Heilkunde, Kopf- und Hals-Chirurgie engagierte er sich mit Hauptreferaten (1992: Medico-legale Probleme in der Nasennebenhöhlenchirurgie; 2000: Sinusitis chronica und obstruktive Atemwegserkrankungen; 2004: Interdisziplinäres Traumatologie-Management). Seit 2014 war er Präsident der Gesellschaft. Hosemann ist mit ca. 100 Artikeln ein wichtiger deutschsprachiger Autor zur Sinusitis und ihrer Therapie. Insbesondere Operationen der Stirnhöhle mit Untersuchungen zur Wundheilung und Entwicklungen von speziellen Instrumenten sind hervorzuheben.

## Veröffentlichungen
- mit R. Weber, R. Keerl, V. Lund: Minimally invasive endonasal sinus surgery. G. Thieme, Stuttgart / New York, NY 2000, ISBN 3-13-124611-1 (de), ISBN 0-86577-907-4.
- mit T. Nawka: Phonochirurgie. Tuttlingen 2006 (engl. 2007)